# Begonia juntasensis
Espèce
Synonymes
- Begonia subrectangula Rusby[1]

Begonia juntasensis est une espèce de plantes de la famille des Begoniaceae.
L'espèce fait partie de la section Hydristyles.
Elle a été décrite en 1898 par Otto Kuntze (1843-1907).

## Répartition géographique
Cette espèce est originaire des pays suivants : Bolivie ; Pérou.